# Przewodnienie hipertoniczne
Przewodnienie hipertoniczne – zaburzenie gospodarki wodnej, w którym dochodzi do nadmiaru wody w ustroju, przebiegające ze zwiększoną molalnością, czyli z hipernatremią.

## Przyczyny
Do rozwoju przewodnienia hipertonicznego dochodzi w przypadkach nadmiernej podaży płynów hipertonicznych lub – w przypadku upośledzenia funkcji nerek – płynów izotonicznych. Hipertonia płynu pozakomórkowego powoduje wytworzenie gradientu osmotycznego i przechodzenie płynu wewnątrzkomórkowego do przestrzeni pozakomórkowej co doprowadza do odwodnienia komórki oraz zwiększenia przestrzeni pozakomórkowej z wytworzeniem obrzęków. Do takich sytuacji może dochodzić w przypadku picia słonej wody lub u niemowląt w przypadkach karmienia gęstym, hipertonicznym pokarmem.

## Objawy
- obrzęki obwodowe i obrzęk płuc
- wzrost ciśnienia tętniczego krwi
- hipernatremia
- zaburzenia świadomości

## Leczenie
- stosowanie diety bezsolnej, której rygor spełnia dieta ryżowa
- stosowanie diuretyków sodopędnych celem zmniejszenia hipernatremii
- wlewy dożylne 5% glukozy
- w ciężkich przypadkach: dializoterapia